# Emmanuel Dabbaghian
Emmanuel Dabbaghian ICPB (* 26. Dezember 1933 in Aleppo, Syrien; † 13. September 2018) war ein syrischer Geistlicher und armenisch-katholischer Erzbischof von Bagdad.

## Leben
Emmanuel Dabbaghian trat der Ordensgemeinschaft des Institut du Clergé Patriarcal de Bzommar bei und empfing am 25. Dezember 1967 die Priesterweihe. Die Synode der Armenisch-Katholischen Kirche ernannte ihn am 13. September 2006 zum Erzbischof von Bagdad und Papst Benedikt XVI. bestätigte diese Ernennung am 26. Januar des darauffolgenden Jahres.
Der Patriarch von Kilikien, Nerses Bedros XIX., weihte ihn am 4. August des nächsten Jahres zum Bischof; Mitkonsekratoren waren Jean Teyrouz ICPB, Kurienbischof in Kilikien, und Nechan Karakéhéyan ICPB, Ordinarius von Osteuropa.
Am 9. Oktober 2017 nahm Papst Franziskus das von Emmanuel Dabbaghian aus Altersgründen vorgebrachte Rücktrittsgesuch an.